# Finanças ambientais
As finanças ambientais são um campo dentro das finanças que emprega instrumentos de política ambiental baseados no mercado para melhorar o impacto ecológico das estratégias de investimento. O principal objetivo do financiamento ambiental é regredir os impactos negativos das mudanças climáticas por meio de esquemas de preços e comércio. O campo das finanças ambientais foi estabelecido em resposta à má gestão das crises econômicas por órgãos governamentais em todo o mundo. O financiamento ambiental visa realocar os recursos de uma empresa para melhorar a sustentabilidade dos investimentos e, ao mesmo tempo, manter as margens de lucro.

## História
Em 1992, Richard L. Sandor propôs um novo curso delineando os mercados de emissões na Booth School of Business da Universidade de Chicago, que mais tarde seria conhecido como o curso de Finanças Ambientais. Sandor antecipou uma mudança social nas perspectivas sobre os efeitos do aquecimento global e queria estar na fronteira de novas pesquisas.
Antes disso, em 1990, Sandor esteve envolvido com a aprovação da Emenda da Lei do Ar Limpo para o Chicago Board of Trade, que visava reduzir os altos níveis de dióxido de enxofre após a Segunda Guerra Mundial. Inspirado pela teoria do custo social, Sandor concentrou-se em estratégias cap-and-trade, como esquemas de comércio de emissões e mecanismos mais flexíveis, incluindo impostos e subsídios para administrar crises ambientais. A implementação de mecanismos cap-and-trade foi um fator que contribuiu para o sucesso da Emenda da Lei do Ar Limpo.

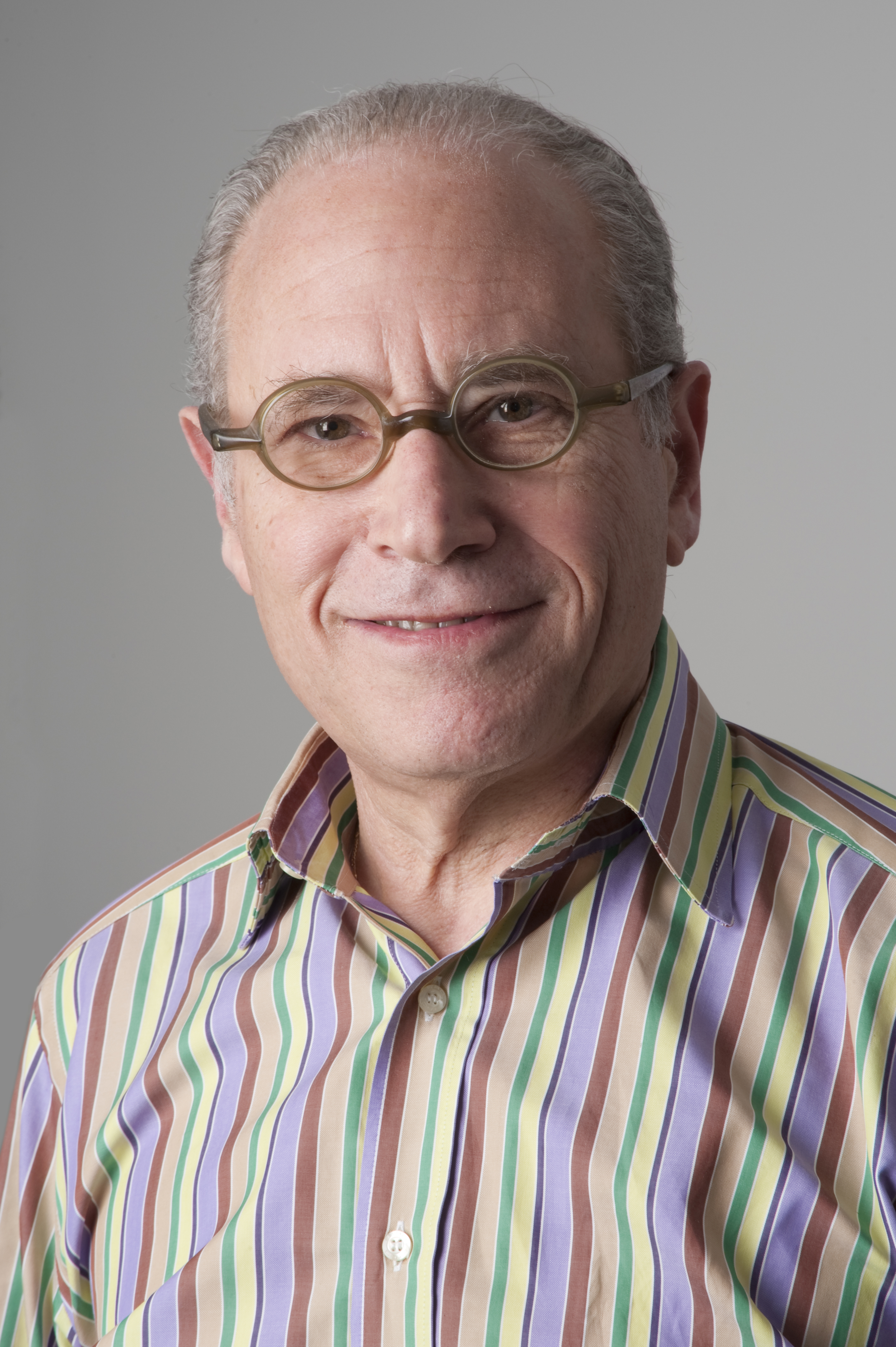
Dr. Richard L. Sandor

Após a Lei do Ar Limpo em 1990, a Conferência das Nações Unidas sobre Comércio e Desenvolvimento abordou o Chicago Board of Trade em 1991, para perguntar sobre como os instrumentos baseados no mercado usados para combater altas concentrações atmosféricas de dióxido de enxofre poderiam ser aplicados aos níveis crescentes de dióxido de carbono atmosférico. Sandor criou uma estrutura composta por quatro características que podem ser usadas para descrever o mercado de carbono:
Em 1997, o Protocolo de Kyoto foi promulgado e posteriormente aplicado em 2005 pela Convenção-Quadro das Nações Unidas sobre Mudança do Clima. As nações incluídas concordaram em se concentrar na redução das emissões globais de gases de efeito estufa por meio do mecanismo de comércio de emissões baseado no mercado. As reduções foram em média de aproximadamente 5% até 2012, o que equivale a quase 30% na redução das emissões totais. Algumas nações fizeram progressos significativos sob o protocolo de Kyoto, no entanto, como só se tornou lei em 2005, nações como Estados Unidos e China relataram aumento de emissões, compensando substancialmente o progresso feito por outras regiões.

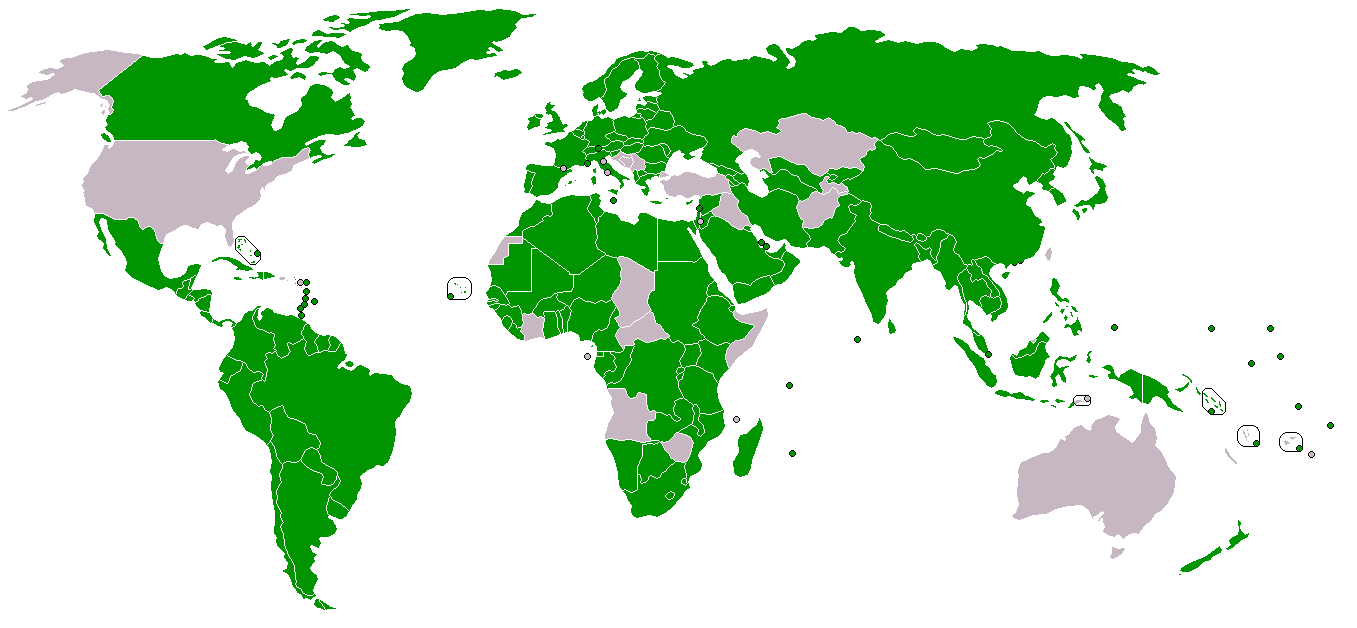
Nações envolvidas no Protocolo de Quioto de 2005

Em 1999, o Índice Dow Jones de Sustentabilidade foi introduzido para avaliar o impacto ecológico e social das ações para que os acionistas pudessem investir de forma mais ética. O índice atua como um incentivo para as empresas melhorarem sua pegada ambiental para atrair mais acionistas.
Mais tarde, em 2000, as Nações Unidas introduziram o esquema dos Objetivos de Desenvolvimento do Milênio, que buscava promover uma estrutura sustentável para grandes corporações multinacionais e países a seguir para melhorar o impacto ambiental de investimentos financeiros. Essa estrutura facilitou o desenvolvimento do esquema dos Objetivos de Desenvolvimento Sustentável das Nações Unidas em 2015, que visava aumentar o financiamento de investimentos ambientalmente responsáveis em nações em desenvolvimento. O financiamento foi direcionado para melhorar áreas como educação primária, igualdade de gênero, saúde materna e nutrição, com o objetivo geral de criar relacionamentos nacionais benéficos para diminuir a pegada ecológica das economias em desenvolvimento. A implementação dessas estruturas promoveu maior participação e responsabilidade da sustentabilidade ambiental corporativa, com mais de 230 das maiores empresas globais relatando suas métricas de sustentabilidade às Nações Unidas.
O Programa das Nações Unidas para o Meio Ambiente (PNUMA) tem um histórico detalhado no fornecimento de infraestrutura para melhorar os efeitos ambientais dos investimentos financeiros. Em 2004, o instituto ofereceu treinamento em orçamento e gestão de crédito ambiental responsável para nações do Leste Europeu. Após a crise financeira global iniciada em 2007, o PNUMA forneceu apoio substancial para futuras opções de investimento sustentável para economias como a Grécia, que foram severamente afetadas. A Portfolio Decarbonisation Coalition, estabelecida em 2014, é uma iniciativa significativamente notável na história do financiamento ambiental, pois visa estabelecer uma economia que não dependa de investimentos com grandes pegadas de carbono. Esse objetivo é alcançado por meio do reinvestimento em grande escala das partes interessadas e da garantia de compromissos de investimento responsáveis e de longo prazo. Mais recentemente, o PNUMA recomendou que os países da OCDE alinhassem as estratégias de investimento com os objetivos do Acordo de Paris, para melhorar os investimentos de longo prazo com efeitos ecológicos significativos.
Em 2008, a Lei de Mudanças Climáticas promulgada pelo governo do Reino Unido estabeleceu uma estrutura para limitar os gases de efeito estufa e as emissões de carbono por meio de um esquema orçamentário, que motivou empresas e negócios a reduzir sua produção de carbono em troca de uma recompensa financeira. Especificamente, até 2050, busca reduzir as emissões de carbono em 80% em relação aos níveis de 1980. A Lei procura atingir esse objetivo revisando os esquemas de orçamento de carbono, como créditos de comércio de emissões, a cada 5 anos para reavaliar e recalibrar continuamente as políticas relevantes. O custo para atingir a meta de 2050 foi estimado em aproximadamente 1,5% do PIB, embora o impacto ambiental positivo da redução da pegada de carbono e o aumento do investimento no setor de energia renovável compensem esse custo. Um outro custo implicado na busca da Lei é um aumento previsto de £ 100 nos custos anuais de energia doméstica, no entanto, esse aumento de preço deve ser superado por uma eficiência energética aprimorada que diminuirá os custos de combustível.
O esquema de cap and trade de 2010 introduzido nas regiões metropolitanas de Tóquio era obrigatório para empresas fortemente dependentes de combustível e eletricidade, que representavam quase 20% do total de emissões de carbono na área. O esquema visava reduzir as emissões em 17% até o final de 2019.
Em 2011, a Lei de Energia Limpa foi promulgada pelo governo australiano. A lei introduziu o Imposto sobre o Carbono, que visava reduzir a emissão de gases de efeito estufa cobrando das grandes empresas por sua tonelagem de carbono. A Lei de Energia Limpa facilitou a transição para um esquema de comércio de emissões em 2014. O esquema também visa cumprir as obrigações do governo australiano em relação ao Protocolo de Quioto e à Convenção sobre Mudança do Clima. Além disso, a Lei procura reduzir as emissões de forma a promover o crescimento econômico por meio do aumento da concorrência no mercado e do investimento em fontes de energia renováveis. O Registro Nacional Australiano de Unidades de Emissões regula e monitora o uso de créditos de emissão utilizados pela Lei. As empresas devem se inscrever no registro para comprar e vender créditos para compensar sua redução relevante ou consumo excessivo de emissões de carbono.
O esquema de comércio de emissões de 2015 da República da Coreia visa reduzir as emissões de carbono em 37% até 2030. Esforça-se para conseguir isso através da atribuição de uma cota de emissão de carbono para as maiores empresas emissoras de carbono, redefinindo no início dos esquemas 3 fases distintas.
Em 2017, o Plano Nacional de Mitigação foi aprovado pelo governo irlandês, que visava regredir as mudanças climáticas diminuindo os níveis de emissão por meio de estratégias de investimento revisadas e estruturas para geração de energia, agricultura e transporte.
O Esquema de Comércio de Emissões da União Europeia, concluído no final de 2020, é o mais longo esquema global de precificação de carbono, que foi aprimorado ao longo de suas três fases de 5 anos. As melhorias atuais incluem um sistema centralizado de comércio de créditos de emissão, leilão de créditos, abordando uma gama mais ampla de gases de efeito estufa e a introdução de um limite de crédito em toda a Europa em vez de limites nacionais.

## Estratégias

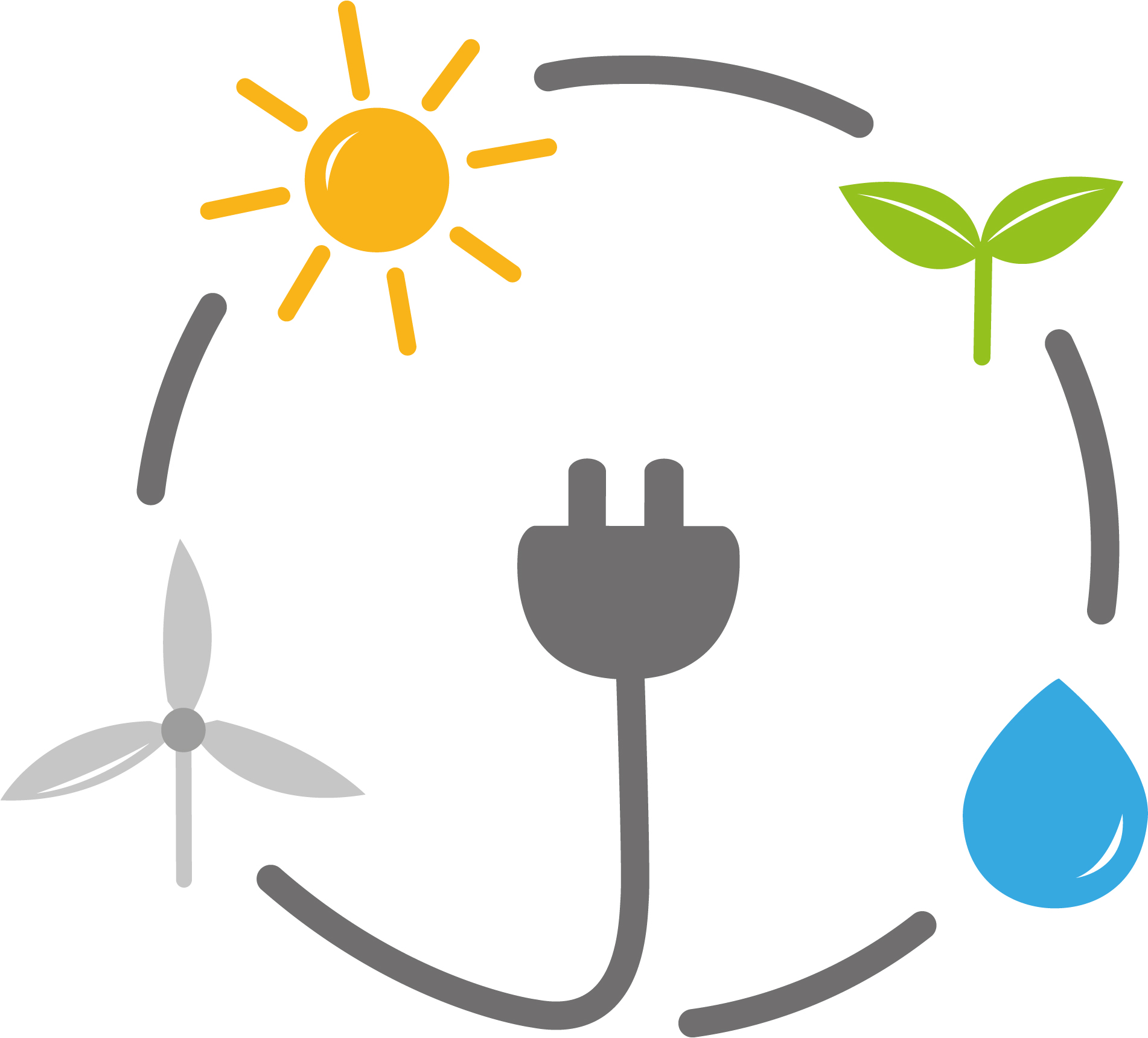
Esquema de Energia Renovável

As mudanças sociais de combustíveis fósseis para energia renovável causadas por uma maior conscientização sobre as mudanças climáticas fizeram com que órgãos governamentais e empresas reavaliassem estratégias de investimento para evitar danos ecológicos irreparáveis. A mudança dos combustíveis fósseis também aumenta a demanda por fontes alternativas de energia, o que requer estratégias de investimento revisadas.
A etapa inicial para mitigar as mudanças climáticas por meio de ferramentas financeiras envolve previsões ecológicas e econômicas para modelar os impactos futuros das atuais metodologias de investimento no meio ambiente. Isso permite uma estimativa aproximada de ambientes futuros; no entanto, os impactos das contínuas tendências prejudiciais aos negócios precisam ser observados sob uma perspectiva não linear.
Os mecanismos de cap-and-trade limitam a quantidade total de emissões que uma determinada região ou país pode emitir. As empresas recebem licenças negociáveis que podem comprar ou vender. Isso funciona como um incentivo financeiro para reduzir as emissões e como um desincentivo para exceder os limites de emissão.
Em 2005, o Esquema de Comércio de Emissões da União Européia foi estabelecido e agora é o maior esquema de comércio de emissões globalmente.

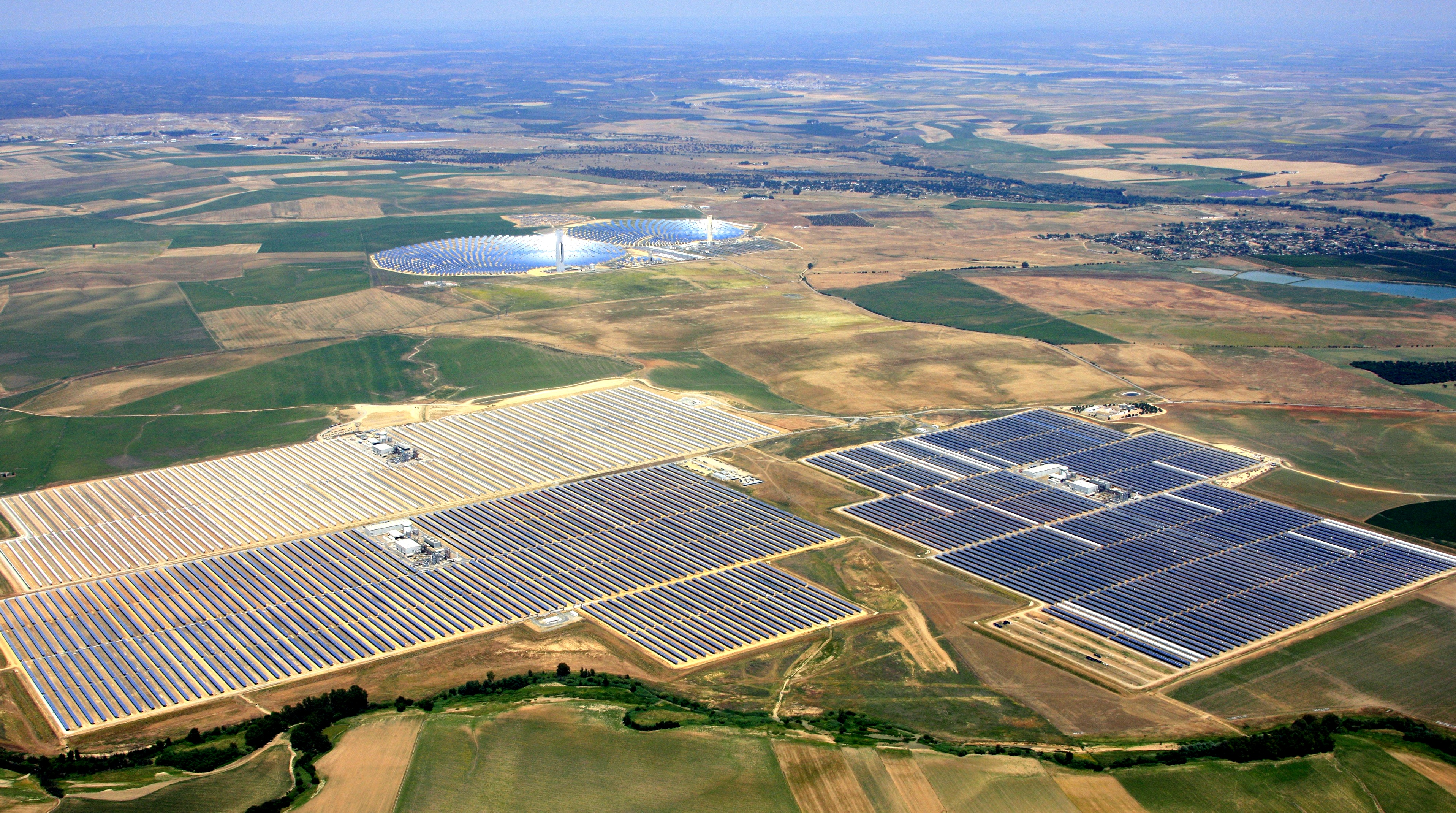
Infraestrutura de painel solar

Em 2013, o esquema Québec Cap-and-trade foi estabelecido e é atualmente a principal estratégia de mitigação para a área.
O investimento estrangeiro direto nas nações em desenvolvimento fornece fontes de energia mais eficientes e sustentáveis.
Em 2006, o Mecanismo de Desenvolvimento Limpo foi formado sob o Protocolo de Kyoto, fornecendo energia solar e novas tecnologias para nações em desenvolvimento. Os países que investem em nações em desenvolvimento podem receber créditos de redução de emissões como recompensa.
A remoção do dióxido de carbono atmosférico foi proposta como uma solução para mitigar as mudanças climáticas, aumentando a densidade das árvores para absorver o dióxido de carbono. Outros métodos envolvem novas tecnologias que ainda estão em fase de desenvolvimento de pesquisas.
A pesquisa em finanças ambientais tem buscado como investir estrategicamente em tecnologias limpas. Quando aliados a legislações internacionais, como é o caso do Protocolo de Montreal sobre Substâncias que Destroem a Camada de Ozônio, os investimentos de cunho ambiental têm estimulado indústrias emergentes e reduzido as consequências das mudanças climáticas. A colaboração internacional acabaria levando às mudanças que repararam o buraco na camada de ozônio.

## Impacto

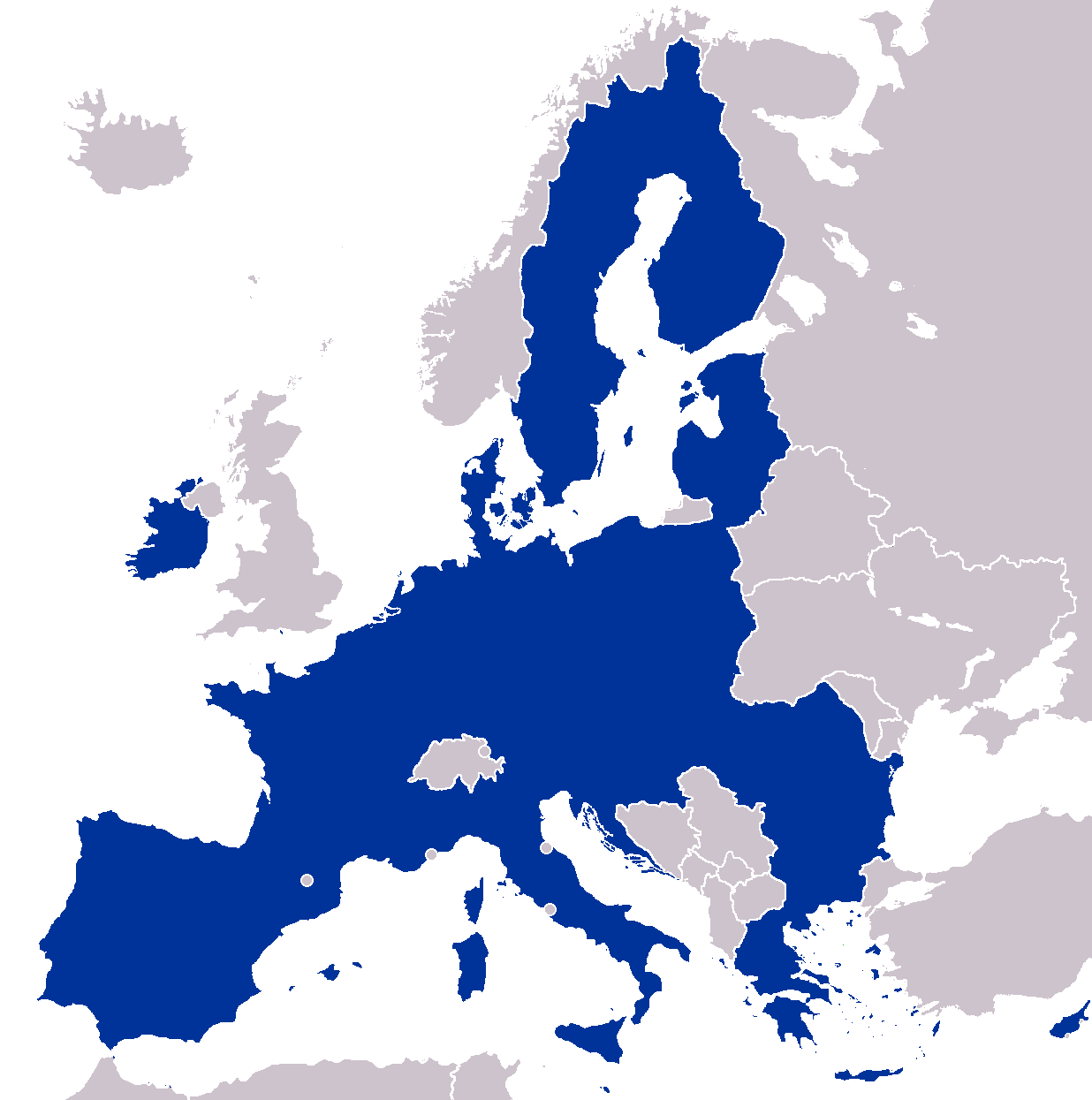
Mapa da União Europeia

O Esquema de Comércio de Emissões da União Europeia de 2008-2012 foi responsável por uma redução de 7% nas emissões para os estados dentro do esquema. Em 2013, as permissões foram revisadas para acomodar novas metas de redução de emissões. A nova meta anual recomendada era de redução de 1,72%. Estima-se que a redução da quantidade de créditos cotados foi mais restrita, as emissões poderiam ter sido reduzidas em um total de 25%. Nações como a Roménia, a Polónia e a Suécia registaram receitas significativas, beneficiando da venda de créditos. Apesar de reduzir com sucesso as emissões, o Esquema de Comércio de Emissões da União Europeia tem sido criticado por sua falta de flexibilidade para acomodar grandes mudanças no cenário econômico e reavaliar os contextos atuais para fornecer um limite revisado para créditos comerciais, potencialmente minando o objetivo original do esquema.
O Esquema de Comércio de Emissões da Nova Zelândia de 2008 foi modelado para aumentar o gasto doméstico anual de energia para 0,8% e aumentar os preços dos combustíveis em aproximadamente 6%. O preço de produtos agrícolas, como carne bovina e laticínios, foi modelado para cair quase 1%. Também eram esperados aumentos de preços em setores intensivos em carbono, como florestas e mineração, incentivando uma mudança para o sistema de energia renovável e melhores estratégias de investimento com um impacto ambiental menos prejudicial.
Em 2016, o esquema Québec Cap-and-trade foi responsável por uma redução de 11% nas emissões em comparação com os níveis de emissão de 1990. Devido ao aumento dos custos de energia associados, os preços dos combustíveis subiram 2-3 centavos por litro durante a vigência do esquema de cap and trade.
Em 2014, o Mecanismo de Desenvolvimento Limpo foi responsável pela redução de 1% nas emissões globais de gases de efeito estufa. O Mecanismo de Desenvolvimento Limpo foi responsável pela remoção de 7 bilhões de toneladas de gases de efeito estufa da atmosfera por meio dos esforços de quase 8.000 projetos individuais. Apesar desse sucesso, à medida que as economias das nações em desenvolvimento que participam dos Mecanismos de Desenvolvimento Limpo melhoram, o pagamento financeiro para o país que fornece essa infraestrutura aumenta a uma taxa maior do que o crescimento econômico, levando a um sistema não otimizado e contraproducente.